# Thomas Fincke
Thomas Fincke (även Finck eller Finkius), född den 4 januari 1561 i Flensburg i hertigdömet Slesvig, död den 24 april 1656 i Köpenhamn, var en dansk läkare och matematiker.
Fincke studerade från 1577 utomlands, i synnerhet i Montpellier och Padua, kallades 1590 till professor i matematik vid Köpenhamns universitet samt blev 1603 professor i medicin, och innehade denna tjänst längre tid än någon annan dansk universitetsman då. Efter 1641 höll han dock inga föreläsningar. Hans son Jacob och fyra mågar (bland andra Caspar Bartholin den äldre och Ole Worm) blev professorer under hans livstid, och under hela 1600-talet var hans ättlingar rådande vid universitetet. Fincke införde de trigonometriska funktionerna tangens och sekans (i sin bok Geometria rotundi, 1583).

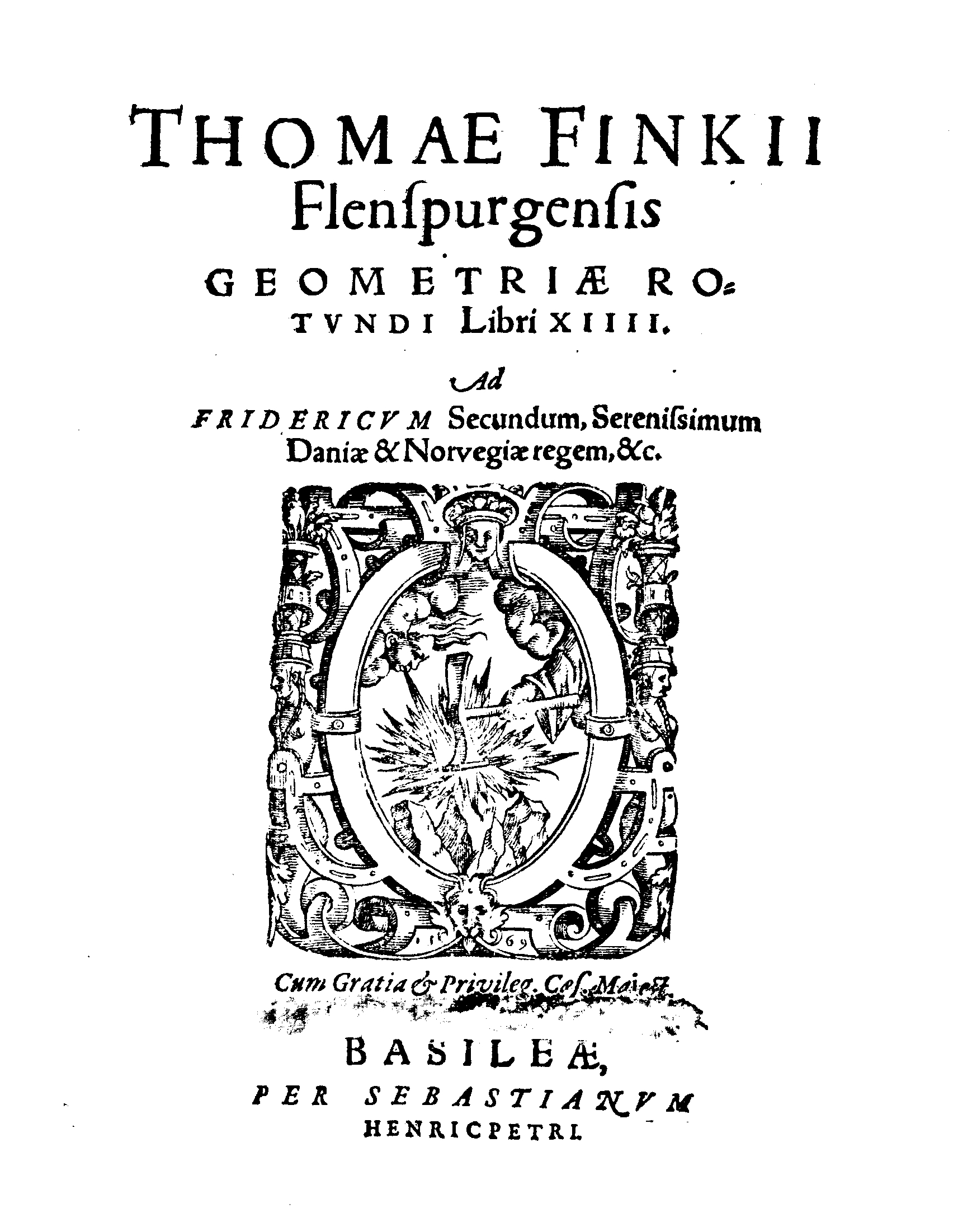
Geometriae rotundi libri XIIII, 1583